# راجر هیوارد
راجر هیوارد (۱۸۹۹–۱۱ اکتبر ۱۹۷۹) یک هنرمند، معمار، طراح نوری و ستاره‌شناس آمریکایی بود. او مخترع دوربین اولیه اشمیت ک
اسگرین است که در سال ۱۹۴۵ ثبت اختراع شد. وی در ۷ ژانویه ۱۸۹۹ از مادر، هنرمند اینا کیتریدج (فلپس) هایوارد و تاجر محلی و سرگرمی قطعه زمان رابرت پیتر هیوارد متولد شد. وی نوه هنرمند منظره سازی آمریکایی ویلیام پرستون فلپس بود.